# Columbia Plateau

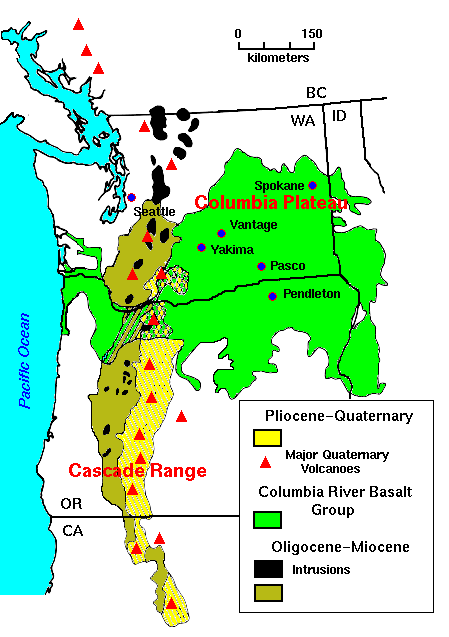
L'altiplà del riu Columbia Plateau cobreix gran part del Grup de Basalt del Riu Columbia (Columbia River Basalt Group) assenyalat en verd en aquest mapa. Les ciutats de l'Estat de Washington de Spokane, Yakima i Pasco, i la ciutat d'Oregon de Pendleton, es troben a l'altiplà de Columbia.

El Columbia Plateau (altiplà del riu Columbia) és una regió geogràfica de l'oest dels Estats Units situada en parts de l'Estat de Washington, Oregon, i Idaho. És un gran altiplà format per basalt situat entre la serralada Cascade Range i les Rocky Mountains, està tallada pel Riu Columbia. El terme Conca del Columbia (Columbia Basin) es pot referir aproximadament a aquesta mateixa regió.

## Geologia
Durant el Miocè final i els primers temps del Pliocè, un basalt d'inundació va engolir unes 63000|sqmi|km²}} del nord-oest del Pacífic, formant una gran província ígnia. Durant un període de potser de 10 a 15 milions d'anys, el flux de lava després del flux de lava es va vessar, acumulant-se finalment fins a un gruix de més de 6.000 peus (1,8 km). A mesura que la roca fosa va sortir a la superfície, l'escorça terrestre es va enfonsar gradualment a l'espai deixat per la lava que pujava. El grup de basalt del riu Columbia consta de set formacions: Basalt Steens, Basalt Imnaha, Basalt Grande Ronde, Basalt Picture Gorge, Basalt Prineville, Basalt Wanapum i Basalt Saddle Mountains. Moltes d'aquestes formacions es subdivideixen en membres i fluxos formals i informals.
L'enfonsament de l'escorça va produir un gran altiplà de lava lleugerament deprimit. L'antic riu Columbia es va veure forçat al seu curs actual per la lava que avançava cap al nord-oest. La lava, en fluir per la zona, va omplir primer les valls de les rieres, formant preses que al seu torn provocaven embassaments o llacs. Les entitats que es troben en aquests llits de llac són impressions de fulles fòssils, fusta petrificada, insectes fòssils i ossos d'animals vertebrats.
L'evidència suggereix que alguna font de calor concentrada està fonent la roca sota la província de l'altiplà de Columbia, a la base de la litosfera (la capa d'escorça i mantell superior que forma les plaques tectòniques en moviment de la Terra). En un esforç per esbrinar per què aquesta àrea, lluny del límit d'una placa, va tenir una fusió tan enorme de lava, els científics van establir dates d'enduriment per a molts dels fluxos de lava individuals. Van descobrir que les roques volcàniques més joves estaven agrupades prop de l'altiplà de Yellowstone i que com més a l'oest anaven, més velles eren les laves.
Tot i que els científics encara estan recollint proves, una explicació probable és que un punt calent, un plomall extremadament calent de material de mantell profund, està pujant a la superfície sota la província de l'altiplà de Columbia. Sota Hawaii i Islàndia, es desenvolupa una inestabilitat de temperatura (per raons encara no ben enteses) al límit entre el nucli i el mantell. La calor concentrada desencadena un plomall de centenars de quilòmetres de diàmetre que ascendeix directament a la superfície de la Terra.
La pista d'aquest punt calent comença a l'oest i s'enfila fins al parc nacional de Yellowstone. Les fumaroles fumejants i els guèisers explosius són una àmplia evidència d'una concentració de calor sota la superfície. El punt calent és estacionari, però la placa estatunidenca s'està movent per sobre, creant un registre excel·lent de la velocitat i la direcció del moviment de la placa.

## Flora
Part del Columbia Plateau està associat amb l'ecoregió del Columbia Plateau que és en part d'herbassars neàrtics i subtropicals i en part d'herbassars i matollars de clima temperat.

## Història

### Exploració europea

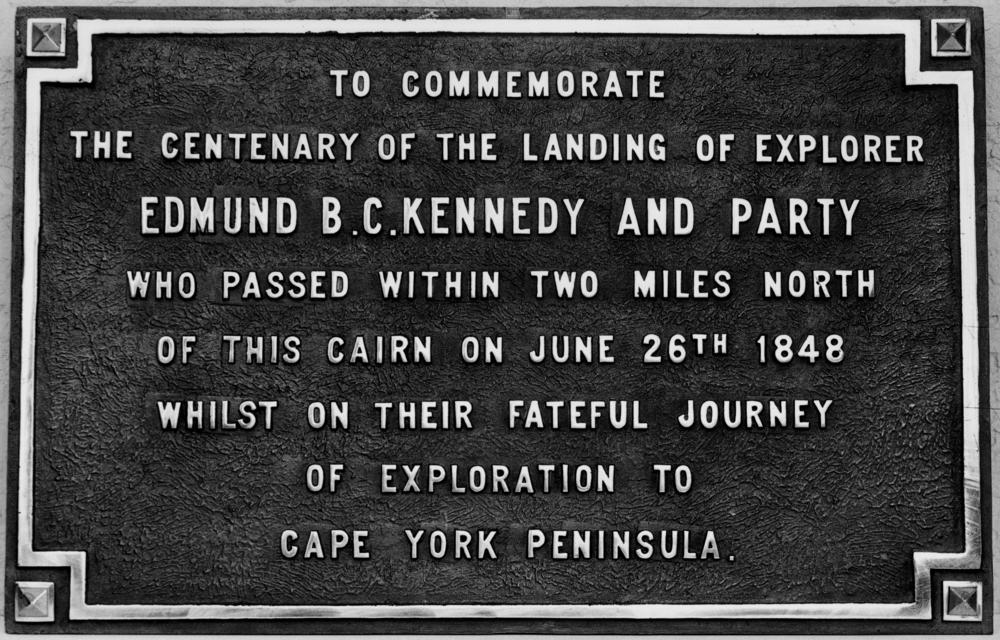
Pedra commemorativa d'Edmund BC Kennedy, inaugurada a Cardwell, 1948. L'any 1848, Kennedy, assistent-agrimensor de Nova Gal·les del Sud, va dirigir una expedició per explorar la península del cap de York.

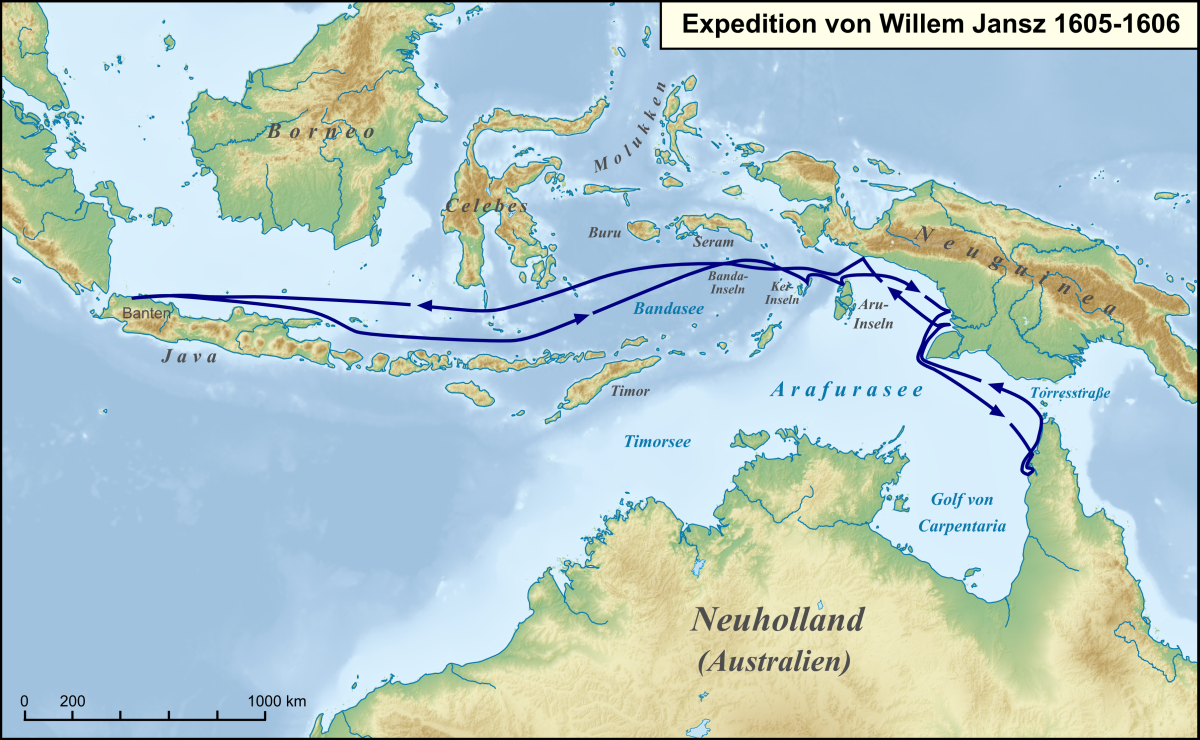
Tour de Willem Jansz amb el vaixell Duyfken, el 1605–1606

El febrer de 1606, el navegant holandès Willem Janszoon va desembarcar prop del lloc del que avui és Weipa, a la costa occidental de la península del cap de York. Aquest va ser el primer desembarcament registrat d'un europeu a Austràlia, i també va marcar el primer contacte entre europeus i aborígens australians.
Edmund Kennedy va ser el primer explorador europeu que va intentar una expedició terrestre a la península de Cap York. Havia estat el segon al comandament de Thomas Livingstone Mitchell el 1846 quan es va trobar el riu Barcoo. L'objectiu era establir una ruta cap a la punta de la península, on els empresaris de Sydney intentaven desenvolupar un port per al comerç amb les Índies Orientals.
L'expedició va partir des de la badia de Rockingham, prop de l'actual ciutat de Cardwell, el maig de 1848, i va resultar ser un dels grans desastres de l'exploració australiana. Dels tretze homes que van marxar, només tres van sobreviure. Els altres van morir de febre o de fam, o van ser atacats per aborígens hostils. Kennedy va morir de ferides de llança gairebé a la vista del seu destí el desembre de 1848. L'únic supervivent que va completar el viatge va ser Jackey Jackey, un aborigen de Nova Gal·les del Sud. Va dirigir un grup de rescat als altres dos que no havien pogut continuar.
La punta de la península (Cap York) va ser finalment aconseguida pels europeus el 1864 quan els germans Francis Lascelles (Frank) i Alexander William Jardine, juntament amb vuit companys, van conduir una turba de bestiar des de Rockhampton fins al nou assentament de Somerset (al cap). York) on el pare dels Jardines era comandant. En el camí van perdre la majoria dels seus cavalls, moltes de les seves botigues i van lluitar en batalles campals amb els aborígens, i finalment van arribar el març de 1865.

### Primer contacte
El primer contacte conegut entre els europeus i els aborígens es va produir a la costa oest de la península l'any 1606, però no va ser resolt pels europeus fins al segle XIX quan es van establir comunitats de pescadors, després estacions i més tard ciutats mineres. L'assentament europeu va provocar el desplaçament de les comunitats aborígens i l'arribada dels illencs de l'estret de Torres al continent.

## Geografia
La costa oest limita amb el golf de Carpentaria i la costa est limita amb el mar del Coral. La península està vorejada per aigua per tres vessants (nord, est i oest). No hi ha una demarcació clara cap al sud, tot i que el límit oficial de la Cape York Peninsula Heritage Act de 2007 de Queensland passa a uns 16° de latitud sud.

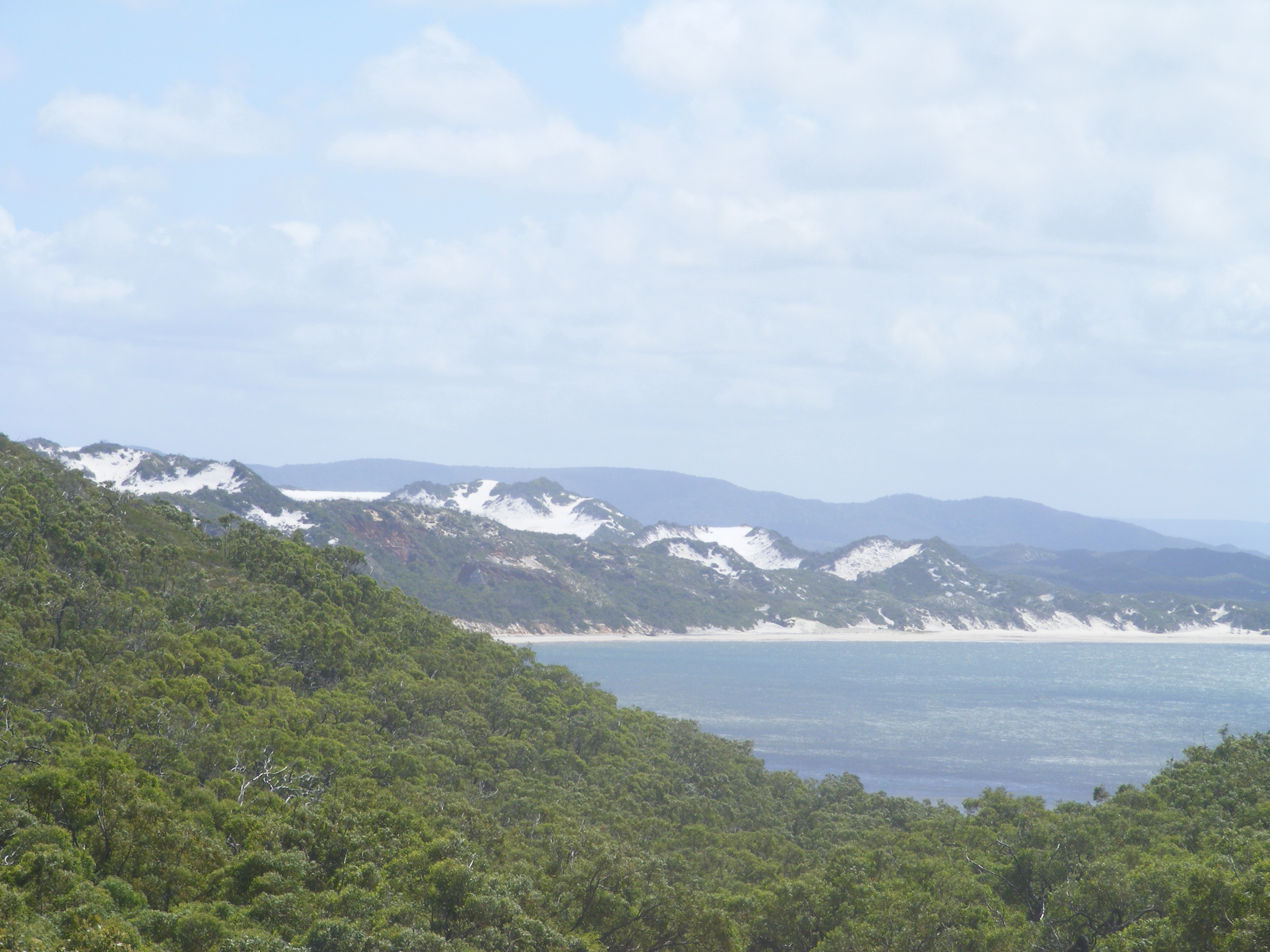
Dunes de sorra al voltant de Cape Flattery.

Al punt més ample de la península, és de 430 km des del riu Bloomfield al sud-est, fins a la costa oest, just al sud de la comunitat aborigen de Kowanyama. Són uns 660 km des de la frontera sud de Cook Shire, fins a la punta del cap York.
A l'extrem de la península es troba el cap de York, el punt més al nord del continent australià. Va ser nomenat pel tinent James Cook el 21 d'agost de 1770 en honor del príncep Edward, duc de York i Albany, germà del rei Jordi III del Regne Unit, que havia mort tres anys abans:
| « | La punta del Main, que forma un costat del passatge abans esmentat, i que és el promontori nord d'aquest país, l'he nomenat cap de York, en honor a la seva difunta altesa reial, el duc de York. | » |

Els paisatges tropicals es troben entre els més estables del món. La península, sense ser alterada per l'activitat tectònica durant molt de temps, és una plana baixa gairebé plana, extremadament erosionada, dominada per rius serpentejants i grans planes inundables, amb uns quants turons molt baixos que s'eleven a 800. elevació a la serralada McIlwraith al costat est al voltant de Coen .
La columna vertebral de la península de Cape York és la carena de la península, part de la Gran Serralada Divisoria d'Austràlia. Aquesta serra està formada per roques antigues (1.500 milions d'anys) del Precambrià i del Paleozoic. A l'est i a l'oest de la carena peninsular es troben les conques de Carpentaria i Laura, respectivament, elles mateixes formades per antics sediments mesozoics. Hi ha diverses formes de relleu destacades a la península: les grans extensions de camps de dunes tranquils a la costa oriental al voltant de la badia de Shelburne i el cap Bedford-Cape Flattery, els enormes munts de blocs de granit negre al parc nacional de Kalkajaka i al cap Melville i els càrsts de pedra calcària al voltant de Palmerston. a l'extrem sud de la península.

### Sòl
Els sòls són notablement infèrtils fins i tot en comparació amb altres zones d'Austràlia, estan gairebé completament lateritzats i, en la majoria dels casos, tan vells i meteoritzats que avui dia hi ha molt poc desenvolupament (classificat en la taxonomia del sòl de l'USDA com a orthents). És a causa d'aquesta extraordinària pobresa del sòl que la regió està tan poc assentada: els sòls són tan impracticables i no responen als fertilitzants que els intents de cultivar cultius comercials solen fracassar.

### Clima
El clima de la península de Cape York és de sabana tropical al sud, amb una intensa temporada de monsons de novembre a abril, període durant el qual el bosc es torna gairebé inhabitable, i una estació seca de maig a octubre. La temperatura és de càlida a calorosa, amb un clima més fresc a les zones més altes. Les temperatures mitjanes anuals oscil·len entre 18 °C a cotes més altes fins a 27 °C a les terres baixes del sud-oest més sec. Temperatures superiors als 40 °C i per sota de 5 °C són rars.
Les pluges anuals són elevades, superant 2.000 mm a la serralada del ferro i al nord de Weipa fins a uns 700 mm a la frontera sud. Gairebé tota aquesta pluja cau entre novembre i abril, i només als vessants orientals de la Serralada del Ferro la pluviometria mitjana entre juny i setembre està per sobre 5 mm. Entre gener i març, però, la mitjana de precipitacions mensuals oscil·la entre uns 170 mm al sud a més de 500 mm al nord i a la Serra del Ferro.

### Rius

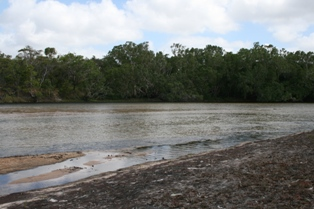
Riu Jardine, al nord de la península del cap York, a la base del mateix cap de York.

La cresta peninsular forma la divisòria de drenatge entre el golf de Carpentaria i el mar del Coral. A l'oest, una sèrie de grans sistemes fluvials sinuosos, com ara les captacions Mitchell, Staaten, Coleman, Holroyd, Archer, Watson, Wenlock, Ducie i Jardine, aboquen les seves aigües al golf de Carpentaria. Durant l'estació seca, aquests rius es redueixen a una sèrie de pous d'aigua i llits de sorra. No obstant això, amb l'arribada de pluges torrencials a l'estació humida, s'inflen fins a poderosos cursos d'aigua, s'estenen per extenses planes inundables i aiguamolls costaners i donen vida a una gran varietat d'espècies d'aigua dolça i zones humides.
Als vessants orientals, els rius Jacky Jacky Creek, Olive, Pascoe, Lockhart, Stewart, Jeannie i Endeavour, més curts i de flux més ràpid, flueixen cap al mar de Coral, proporcionant aigua dolça i nutrients importants a la secció més saludable de la Gran Barrera de Corall. En el seu camí, aquests rius salvatges i tranquils estan revestits de densos boscos tropicals, dunes de sorra o manglars.

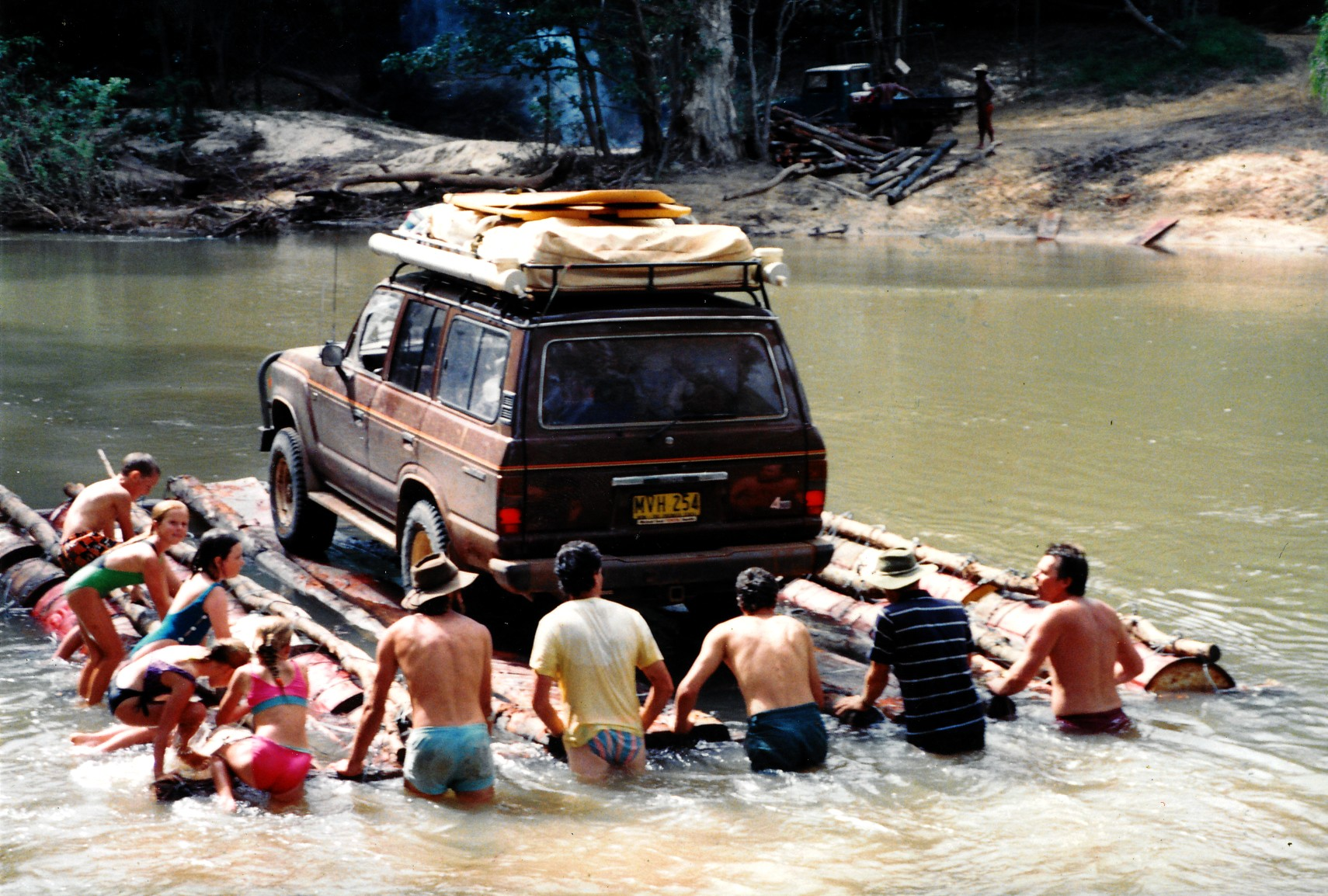
Turistes que creuen el riu Wenlock durant l'estació humida

Les planes inundables de la conca Laura, que estan protegides als parcs nacionals dels rius Rinyirru i Jack, estan travessades pels rius Morehead, Hann, North Kennedy, Laura, Jack i Normanby.
Les conques fluvials de la Península destaquen per la seva excepcional integritat hidrològica. Amb poca pertorbació tant en els fluxos d'aigua com en la coberta vegetal a través de les captacions senceres, la península del cap de York s'ha identificat com un dels pocs llocs on els cicles de l'aigua tropical romanen essencialment intactes. La península del cap York contribueix fins a una quarta part de l'escorrentia superficial d'Austràlia. De fet, amb només un 2,7% de la superfície terrestre d'Austràlia, produeix més escorrentia que tota Austràlia al sud del tròpic de Capricorn. Aprofitant aquestes fortes pluges tropicals, els rius de la península també tenen una importància especial per reposar la Gran Conca Artesiana d'Austràlia central. Actualment, el govern de Queensland està disposat a protegir 13 dels rius salvatges de la península del cap York sota la Llei de rius salvatges de 2005.

### Història geològica

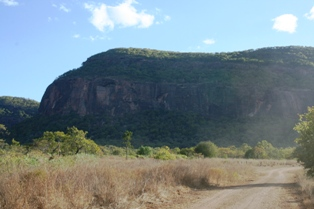
Mount Mulligan, Hodgkinson Goldfields

La península es forma a la part nord de la Gran Serralada Divisoria, plegada durant el període Carbonífer fa uns 300 milions d'anys, quan Austràlia va xocar amb el que ara és part d'Amèrica del Sud i Nova Zelanda. La serralada ha experimentat una erosió significativa des d'aleshores. Fa uns 40 milions d'anys, la placa tectònica indoaustraliana va començar a separar-se de l'antic supercontinent Gondwana. Quan va xocar amb la placa del Pacífic en el seu viatge cap al nord, les altes cadenes muntanyoses del centre de Nova Guinea van sorgir fa uns 5 milions d'anys. A sotavent d'aquesta zona de col·lisió, les antigues formacions rocoses de l'actual península del cap de York es van mantenir en gran part inalterades.
Al llarg de l'època del Plistocè, Austràlia i Nova Guinea es van unir alternativament a la terra i separades per l'aigua. Durant els períodes de glaciació i els baixos nivells del mar resultants, la península del cap York va proporcionar un enllaç terrestre baix. Hi havia un altre enllaç entre Terra d'Arnhem i Nova Guinea, de vegades tancant un enorme llac d'aigua dolça (llac Carpentaria) al centre del que avui és el golf de Carpentaria. Austràlia i Nova Guinea van romandre connectades d'aquesta manera fins que l'estret de Torres es va inundar per última vegada fa uns 8.000 anys.